# Charles Wilkes
Pour les articles homonymes, voir Charles Wilkes (football) et Wilkes.
Charles Wilkes (né le 3 avril 1798 à New York et mort le 8 février 1877 à Washington D.C.) est un officier de marine américain et un explorateur.
Il commande notamment une escadre américaine de 1838 à 1842 dans l'expédition d'exploration (connue sous le nom de Wilkes Expedition) américaine du Pacifique. Il termine sa carrière comme vice-amiral (2e section).

## Biographie

### Début de carrière
Charles Wilkes est né en 1798 à New York. Après le décès de sa mère, Mary Seton, en 1802 il est élevé par sa tante, Elizabeth Ann Seton qui sera la première femme américaine à être canonisée par l'église catholique. 
Charles fait ses études à l’université Columbia, entre dans l'United States Navy comme aspirant en 1818, et devient lieutenant en 1826.

### L'expédition des mers du sud
En 1838, malgré son manque d’expérience en tant que commandant, Wilkes est nommé responsable d'une expédition d'exploration mandatée par le Congrès américain en 1836, dans le but principal de produire des cartes de navigation plus précises pour l’industrie maritime.
Cette expédition (United States Exploring Expedition, plus connue sous le nom de Wilkes Expedition), inclut des naturalistes, des botanistes, un minéralogiste, des taxidermistes ainsi que différents artistes. Elle est transportée par 6 navires, allant de 780 à 96 tonnes.

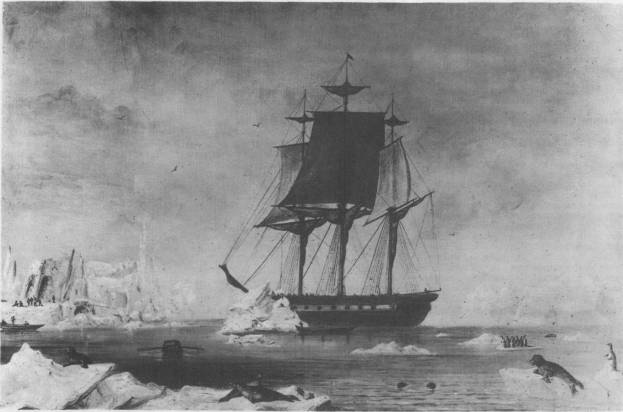
L' USS Vincennes en Antarctique lors de l'expédition.

Partie de Hampton Roads le 18 août 1838, l’expédition s’arrête tout d’abord dans l’île de Madère et à Rio de Janeiro, visite la Terre de Feu, le Chili, le Pérou, l’archipel des Tuamotu, Samoa puis la Nouvelle-Galles du Sud en Australie. Depuis Sydney, elle va naviguer dans l'océan Antarctique en décembre 1839 où les membres vont signaler la découverte du continent Antarctique à l'ouest des Îles Balleny, dont ils aperçurent la côte le 25 janvier 1840. Le 29 janvier 1840, l'expédition croisera la route de celle de Dumont d'Urville qui avait aperçu la Terre Adélie cinq jours plus tôt et y avait débarqué le 22 janvier 1840. Ensuite, elle visitera Fidji et les îles Hawaii en 1840, remontera le long de la côte ouest des États-Unis en explorant le Puget Sound, le fleuve Columbia, la baie de San Francisco et le fleuve Sacramento en 1841. Enfin, elle retournera à son point de départ en passant par les Philippines, Bornéo, Singapour, la Polynésie et le Cap de Bonne-Espérance, arrivant à New York le 10 juin 1842.
Au total, l'expédition a parcouru plus de 87 000 miles et a causé la perte de deux navires et 28 marins. À son retour, Wilkes est traduit devant une cour martiale, et acquitté de toutes les charges retenues contre lui, excepté celle de punitions sans motifs valables de membres de son équipage. De 1844 à 1861, il passe la majorité de son temps à rédiger le rapport de son expédition (Narrative of the United States Exploring Expedition) en cinq volumes, plus un atlas. Il édite également les rapports scientifiques de l’expédition (vingt volumes et onze atlas) entre 1844 et 1874 dont il écrit personnellement les volumes XI (météorologie) et XIII (hydrographie).
Ce rapport contient de nombreuses informations sur les conditions politiques et économiques des peuplades rencontrées. Les contributions de James Dwight Dana publiés en 1846 et 1849 sont également particulièrement remarquées. Enfin, les échantillons et spécimens récoltés par les membres de l’expédition constituent la base de la collection du Smithsonian Institution.
En 1849, Wilkes publie son ouvrage principal Western America, including California and Oregon puis, en 1856, Theory of the Winds.

#### Trajet de l’expédition

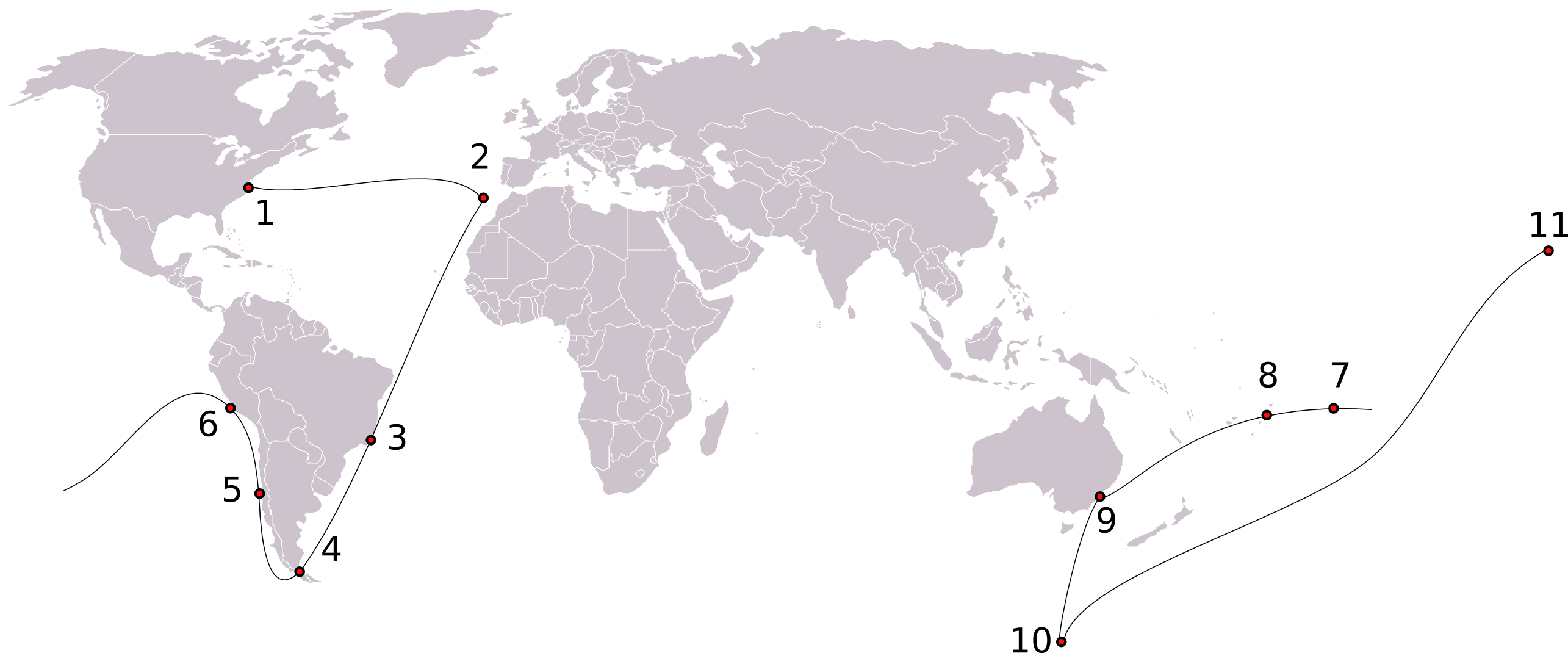
1. Hampton Roads
2. Madère
3. Rio de Janeiro
4. Terre de feu
5. Chili
6. Pérou
7. Samoa
8. Fidji
9. Sydney
10. Îles Balleny / Antarctique
11. Hawaii

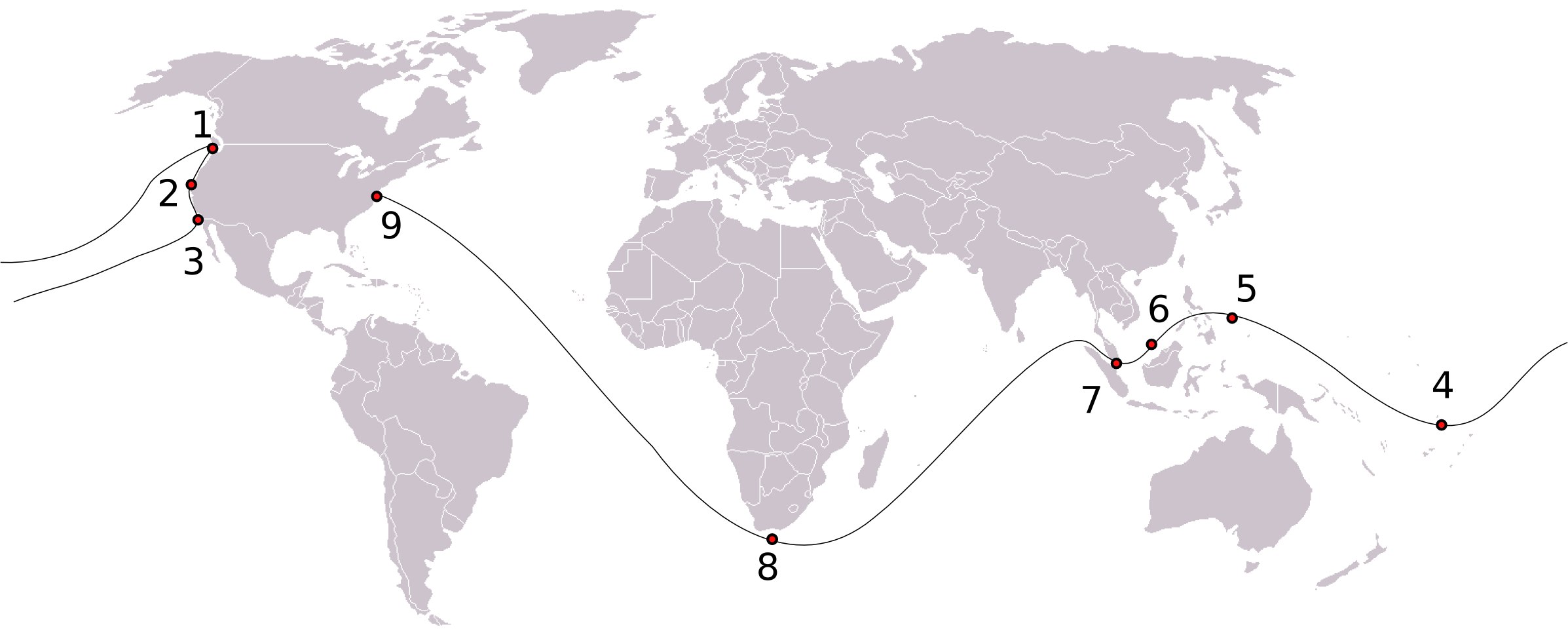
1. Puget Sound
2. Columbia
3. San Francisco
4. Polynésie
5. Philippines
6. Bornéo
7. Singapour
8. Cap de Bonne Espérance
9. New York

Trajet par rapport à l'Antarctique (1839-42).

### La Guerre de Sécession
Au déclenchement de la Guerre de Sécession, Wilkes, alors capitaine, est assigné au commandement du San Jacinto avec, comme mission, la recherche du navire marchand confédéré le Sumter.

#### L'affaire du Trent
Le 8 novembre 1861 il arraisonne le Trent, un navire britannique et débarque les diplomates James M. Mason et John Slidell partis en mission pour la Confédération auprès du Royaume-Uni et de la France, ce qui provoquera une situation de crise entre les États-Unis et le Royaume-Uni. Bien qu’officiellement félicité par le congrès pour cette manœuvre, Wilkes sera par la suite désavoué par le président Lincoln et placé dans la flotte patrouillant sur le fleuve James. Le 16 juillet 1862, nommé commodore, il est envoyé dans les Antilles.

### Controverse sur sa promotion
Malgré ses succès, Wilkes acquit la réputation d’un chef arrogant, cruel et capricieux. Retiré du service actif en novembre 1862 en raison, officiellement, de son âge trop élevé, il engage une longue controverse avec les responsables de la Navy. Cette histoire se termine par une traduction devant la cour martiale en 1864 et une suspension de trois ans. Cependant, le 25 juillet 1866, il est promu vice-amiral (2e section) en retraite.
En 1868 il est soigné à la maison municipale de santé à Paris pour une paralysie. Il y rencontre George Tyson qui, blessé lors d'une ascension au mont Rose dans les Alpes lors de l'été, s'y fait soigné aussi. Les deux hommes ont alors des conversations sur les Pôles.

## Anecdotes

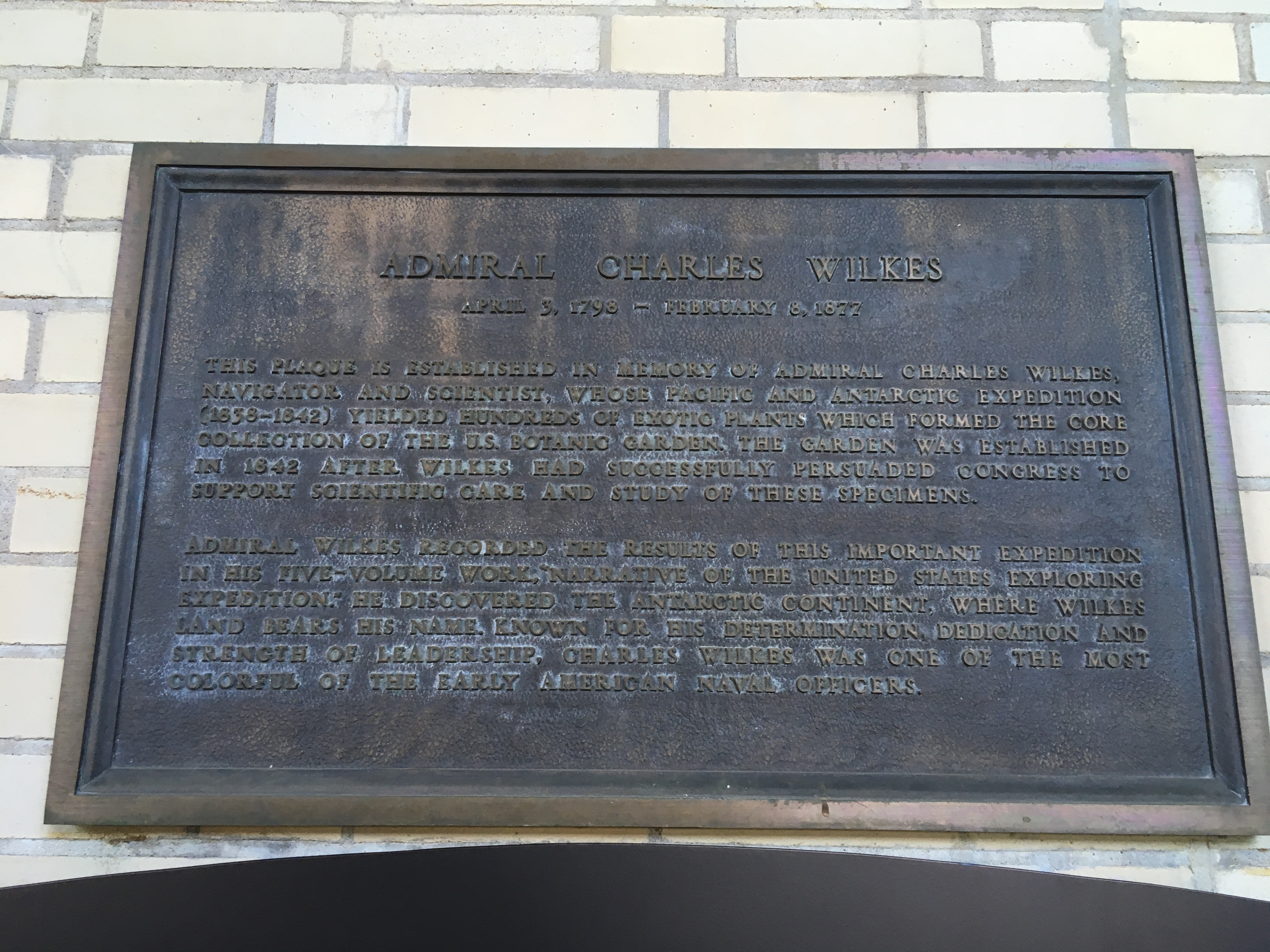

- Le caractère et l’obsession de Wilkes pour la discipline à bord aurait inspiré Herman Melville pour le personnage du capitaine Achab dans le roman Moby Dick.
- En août 1909, ses cendres sont officiellement transférées au cimetière militaire d’Arlington sur décision officielle du gouvernement.

## Botanique
Une abréviation standard est attribuée à Charles Wilkes. Celle ne traduit pas une activité en tant que botaniste mais une responsabilité légale d'herbiers constitués durant les explorations. Ces herbiers étaient dus à William Rich, Charles Pickering ou William Dunlop Brackenridge.